# ベンロック
Venrock（VentureとRockefellerの合成語）は、1930年代後半に始まったロックフェラー一族の投資活動の成功を基に、1969年に設立されたベンチャー・キャピタル企業である。カリフォルニア州パロアルト、ニューヨーク、マサチューセッツ州ボストンにオフィスを構える。

## 歴史
ベンチャーキャピタリストのローランス・S・ロックフェラー（1910-2004）は、ジョン・D・ロックフェラー・ジュニアの6人の子供のうちの、4番目の子供だった。 1946年1月、彼は戦後最初のベンチャーキャピタルの1つであるロックフェラー・ブラザーズ社を設立し、資本金150万ドルでスタートした。. 5人の兄弟と妹のアビー、そして家族以外の2人、ハーパー・ウッドワードとMITの科学者テッド・ウォルコヴィッチの計8人がパートナーだった。 1969年、同社はヴェンロックとして知られるようになった。ローランス・S・ロックフェラーは、科学技術に基づく企業への投資家となった。彼の投資対象は、航空、航空宇宙、エレクトロニクス、高温物理学、複合材料、光学、レーザー、データ処理、熱電子工学、原子力の分野に及んだ[要出典]。
ヴェンロックは2014年7月に8人のパートナーとともに7番目のファンドを、2017年1月には15人のパートナーとともに8番目のファンドをクローズし、それぞれのファンドの総額は4億5,000万ドルだった。
ヴェンロックは、440社を超える企業に25億ドル以上を投資し、125社の新規株式公開を実現しました。[要出典] ヴェンロックは、情報技術、ヘルスケア、新興技術分野のアーリーステージおよびスタートアップ企業に重点的に投資している。 例えば: Intel, Apple, AppNexus, Astranis, StrataCom, Check Point Software, Dapper Labs, DoubleClick, 3Com Corporation, Mosaic, PGP, Itek, Digex, Interos, Shape Security, Phoenix, Second Rotation (gazelle), RedSeal and CTERA Networks, Juno Therapeutics等である。また、黎明期のナノテクノロジー分野でも重要なベンチャー企業であり、ナノシス社やデュポン社のナノテクノロジー部門に早くから出資している。その他、バイオタイムなどもある。
Bryan Robertsなどのパートナーと共にヘルスケア分野で、Venrockはathenahealth、Grand Rounds、HealthSouth Corporation,、MedPartners, Inc.、Castlight Health、Caliper Technologies Corporation、Centocor、Geron、老化細胞除去スタートアップのUNITY Biotechnology、Genetics Institute、Idec Pharmaceuticals Corporation、Illumina、Millennium Pharmaceuticals、Sirna Therapeutics、Sugenに投資している[要出典]。

## より詳細に
- Nanotechnology
- List of venture capital firms

## より詳しく
- Harr, John Ensor, and Peter J. Johnson. The Rockefeller Century: Three Generations of America's Greatest Family. New York: Charles Scribner's Sons, 1988.
- Winks, Robin W. Laurance S. Rockefeller: Catalyst for Conservation. New York: Island Press, 1997.